# Wake (film, 2009)
Pour les articles homonymes, voir Wake.
Cet article concerne le film d'Ellie Kanner. Pour le film de Chad Feehan, voir Wake.
Wake est un film américain réalisé par Ellie Kanner, sorti en 2009.

## Synopsis
Quand les choses deviennent difficiles pour l'originale Carys Reitman, elle fait ce que n'importe quelle fille moderne et émotionnellement bloquée ferait - elle va aux obsèques d'inconnus. Lors de funérailles, elle fait la rencontre inattendue de Tyler, un homme pleurant sa fiancée. Malgré les avertissements de son meilleur ami Shane, entrepreneur de pompes funèbres, et de sa colocataire Lila, elle se trouve connectée à quelqu'un pour la première fois. En cherchant des réponses, Carys va voir sa mère pour se confronter à son passé. Et alors qu'elle essaye de s'ouvrir aux risques de l'amour avec Tyler, elle se rend compte qu'elle a peut-être plus à craindre qu'un simple cœur brisé...

## Fiche technique
- Titre : Wake
- Réalisatrice : Ellie Kanner
- Producteurs : Charles Arthur Berg, Hal Schwartz, Bill Shraga et Lennox Wiseley
- Scénariste : Lennox Wiseley
- Film Américain
- Langue de tournage : Anglais
- Musique : Brad Segal
- Durée : 97 min

## Distribution
- Bijou Phillips : Carys
- Ian Somerhalder : Tyler
- Danny Masterson : Shane
- Marguerite Moreau : Lila
- Jane Seymour : Mrs Reitman
- Sprague Grayden : Marissa
- David Zayas: Detective Grayson

## Autour du film
- La première de Wake eut lieu lors de la soirée d'ouverture du Cinequest Film Festival, le 25 février 2009 à San José (Californie).
- Sortie DVD US : 20/04/2010
- Sortie DVD française : 10/11/2011